# Gaston II van Béarn
Gaston II van Béarn (overleden in 1012) was van 1004 tot aan zijn dood burggraaf van Béarn. Hij behoorde tot het huis Béarn.

## Levensloop
Gaston II was de zoon van burggraaf Centullus III van Béarn en diens onbekend gebleven echtgenote.
In 1004 volgde hij zijn vader op als burggraaf van Béarn, een functie die hij uitoefende tot aan zijn dood in 1012. Over zijn regering is er vrijwel niets overgeleverd.
Met een onbekend gebleven echtgenote had Gaston II een zoon Centullus IV (overleden in 1058), die hem opvolgde.